# Hugo O'Neill
Aodh Mór Ó Néill (en inglés Hugh The Great O'Neill, Hugo El Gran O'Neill) (Tyrone, c.1540 - Roma, 20 de julio de 1616) fue segundo Conde de Tyrone (conocido como el Gran Conde) y posteriormente jefe del clan  O'Neill. Se opuso al afianzamiento del poder inglés en Irlanda y encabezó la resistencia irlandesa durante la guerra de los Nueve Años. Fue el primero en dar el paso en la formación de alianzas con antiguos clanes terratenientes enemigos de su familia, especialmente con los McDonnells de Donegal y los Maguires de Fermanagh.

## Biografía

### Primeros años
Hugh O'Neill procedía de una rama de la familia O'Neill considerada por las autoridades inglesas como la legítima sucesora a la jefatura del clan y al título de Conde de Tyrone. Hugh era el segundo hijo de Matthew, bastardo y sucesor de Conn O'Neill, I conde de Tyrone. Surgió entonces un grave problema sucesorio dentro del clan: Matthew era el hijo mayor, aunque ilegítimo, lo que, para la costumbre irlandesa no suponía traba alguna; pero Shane, el mayor de los hijos legítimos de Conn se negó a aceptar la decisión paterna.
Durante la guerra interna que siguió, Matthew (también conocido en irlandés como Temible Dorcha u hombre oscuro) fue asesinado por los seguidores de Shane y Conn huyó de su territorio dejando al pequeño Hugh en una situación muy precaria. Su principal apoyo llegó a través de la administración inglesa de Dublín, la cual estaba ansiosa por reducir el poder de los clanes gaélicos e implantar un sistema de gobierno similar al inglés a través de la política de rendición y reconcesión.
Hugh O'Neill fue criado en La empalizada por la familia Hoveneden y no en Inglaterra como erróneamente se ha creído durante muchos años. Tras el asesinato de su hermano Brian a manos de Turlough Luineach O'Neill, Hugh heredó el título de barón de Dungannon. En 1567, después de la muerte de Shane retornó al Úlster bajo la protección de Henry Sidney, Lord Diputado de Irlanda. Allí, Turlough Luineach O'Neill había sucedido a Shane O'Neill como jefe del clan, pero la corona no reconoció sus derechos al título de Conde de Tyrone, proponiendo en su lugar a Hugh como heredero legítimo, esperando encontrar en él a un aliado fiable para controlar el Úlster. En 1580, durante la Segunda rebelión de Desmond en Munster, combatió con las fuerzas inglesas contra Gerald FitzGerald, decimoquinto conde de Desmond, y en 1584 asistió a John Perrot en su lucha contra los escoceses de Antrim de Sorley Boy MacDonnell. Al año siguiente fue convocado para asistir al parlamento de Dublín como Conde de Tyrone y, en 1587, después de una visita a la corte de Inglaterra, le fueron otorgadas por concesión real las tierras de su abuelo, Conn O'Neill, I conde de Tyrone. Entretanto, los ingleses continuaron fomentando la enemistad entre Hugh y Turlough, tratando de debilitar el poder de los O'Neill, pero, finalmente, ambos llegaron a un acuerdo y Turlough abdicó en 1595. Posteriormente Hugh fue proclamado jefe del clan en Tullahogue al estilo de los antiguos reyes gaélicos, y se convirtió en el lord más poderoso de Úlster.

## Carrera
La carrera de O'Neill estuvo marcada por una constante búsqueda del poder, cambiando de bando cuando lo consideraba oportuno: en ocasiones parecía someterse a la autoridad inglesa y en otras conspiraba contra el gobierno de Dublín conjuntamente con lores irlandeses de menor relevancia. Siguiendo la práctica común de la época, sobornaba tanto a oficiales irlandeses como a los de la corte de la reina en Londres. Aunque la administración de Dublín lo apoyó sin reservas, al menos durante sus primeros años en el Úlster, parecía no estar seguro de si su posición como cabeza de los O'Neill se encontraba mejor asegurada aliándose con los ingleses o rebelándose contra la política de control del Úlster iniciada por la corona en 1585.
A principios de 1590, el gobierno inglés en Úlster adoptó la forma de Presidencia Provincial, cuyo primer presidente fue el colono Henry Bagenal, de Newry. En 1591, O'Neill desató la ira de Bagenal al fugarse con su hermana Mabel, pero en 1593, mostró su lealtad a la corona apoyando militarmente a su cuñado contra Hugh Maguire en Belleek. Después de la muerte de Mabel, O'Neill cayó gradualmente en una apenas disimulada oposición a la corona y comenzó a solicitar la ayuda de España y Escocia. En 1595, se envió a John Norreys a Irlanda encabezando un ejército considerable con el propósito de someterlo, pero O'Neill consiguió capturar el fuerte Blackwater antes de que Norris pudiese siquiera preparar a sus hombres. Inmediatamente, O'Neill fue proclamado traidor en Dundalk. Ese fue el pistoletazo de salida de la guerra de los Nueve Años irlandesa

## Guerra de los Nueve Años

### Inicio y primeros éxitos
O'Neill siguió la política emprendida por su tío Shane de armar al pueblo, en lugar de confiar en mercenarios. Gracias a esto, fue capaz de reclutar una fuerza impresionante, además de contar con el apoyo logístico de España y Escocia, lo que le permitió tender una emboscada a un contingente inglés de casi dos mil hombres en la Batalla de Clontibret. Él y otros jefes ofrecieron la corona de Irlanda a Felipe II de España, que la rechazó.
Pese a la tradicional enemistad con la familia O'Donnell, O'Neill se alió con Red Hugh O'Donnell, hijo del antiguo aliado y luego enemigo de Shane, Hugh MacMannus O'Donnell. Ambos jefes contactaron con Felipe II de España. En sus cartas –algunas de las cuales fueron interceptadas por el lord diputado, Sir William Russel-, se proclamaban defensores de la Iglesia católica, reclamando libertad de conciencia y política para los nativos irlandeses. En abril de 1596, España prometió su ayuda a los rebeldes, y O'Neill decidió ganar tiempo, jurando lealtad a la corona cuando fuera necesario. Esta política permitió a O'Neill mantener a los ingleses lejos de sus territorios durante más de dos años.
En 1598 Isabel I decidió conceder perdón formal a O'Neill y se acordó un cese de hostilidades. Pero al cabo de dos meses, Hugh destruyó un ejército inglés de 4.000 hombres en la batalla de Yellow Ford, a orillas del río Blackwater, en la que falleció el propio Henry Bagenal; fue el mayor contratiempo de los ejércitos ingleses en Irlanda. Si el conde hubiera sido capaz de aprovechar su ventaja, quizá hubiera logrado desestabilizar el poder de Inglaterra en el país, ya que el descontento había cundido en todos los rincones de Irlanda – especialmente en el sur, donde James Thomas FitzGerald reclamaba sus derechos al condado de Desmond. Sin embargo, O'Neill necesitaba de la intervención extranjera y, pese a su creciente reputación como militar en Europa, esto no iba a ser suficiente.
Ocho meses después de Yellow Ford, un nuevo lord teniente, Robert Devereux, II conde de Essex, desembarcó en Irlanda con la mayor fuerza expedicionaria enviada nunca por Inglaterra (17.000 hombres). Siguiendo las órdenes directas de la reina y tras varias operaciones fallidas en el sur del país, mantuvo un parlamento con el conde de Tyrone en un fuerte en Lagan el 7 de septiembre de 1599, y acordó una tregua. Sin embargo, las favorables condiciones concedidas a O'Neill por Essex no fueron del agrado de la reina.
El lord teniente, en un desesperado intento de reivindicarse, viajó a Londres, donde tras dos años de perdones y nuevas revueltas, intentó tomar la torre de Londres contra la voluntad de la reina, lo que condujo a su ejecución.

### La derrota
Isabel I se encontraba en una situación complicada. El discurso político estaba dominado por la cuestión de la sucesión, mientras que sus comandantes más ilustres eran derrotados una y otra vez por O'Neill, en medio de la Guerra anglo-española. El conde rebelde continuaba apoyando a los líderes irlandeses de Munster, y promulgó un manifiesto a los católicos de Irlanda, incitándoles a que se levantaran en nombre de la religión. Después de la campaña de Munster de 1600, en la que se destruyó la Plantación inglesa, se dirigió a Donegal, donde recibió suministros de España y muestras de apoyo por parte del papa Clemente VIII. En este momento, el jesuita James Archer actuaba como representante suyo en la corte española.
En mayo de 1600 los ingleses lograron por fin un avance importante cuando Sir Henry Docwra, al mando de un considerable ejército, conseguía desembarcar en territorio O'Donnell, en las cercanías de Derry gracias a la colaboración de Niall Garve O'Donnell. Mientras tanto, el nuevo lord diputado, Charles Blount, VIII Baron de Mountjoy (protegido de Essex), marchaba en su ayuda desde Westmeath hacia Newry, obligando a O'Neill a retirarse a Armagh. Se ofreció una gran recompensa por la captura del rebelde, vivo o muerto.
En octubre de 1601, la tan esperada ayuda española llegó en forma de una fuerza comandada por Juan del Águila, que ocupó la ciudad de Kinsale, en el extremo sur de la isla. Mountjoy dirigió sus tropas hacía allí, en tanto que O'Neill y O'Donnell se veían obligados a emprender marchas separadas a través de los territorios controlados por George Carew en lo más crudo del  invierno. Los dos comandantes irlandeses se reunieron nuevamente en Bandon y trataron de bloquear al ejército inglés que sitiaba a los españoles. Los ingleses estaban cansados y enfermos, y el durísimo invierno hacía muy dura la vida en el campamento.  Pero debido a la imposibilidad de comunicarse con la guarnición española, y a un error crucial durante la carga de la caballería inglesa, el ejército de O'Neill fue puesto en desbandada rápidamente. Los irlandeses retrocedieron y el comandante español se rindió. La Batalla de Kinsale fue un desastre para O'Neill , que perdió totalmente cualquier opción para ganar la guerra.

## Acuerdo de paz. La «Fuga de los Condes»

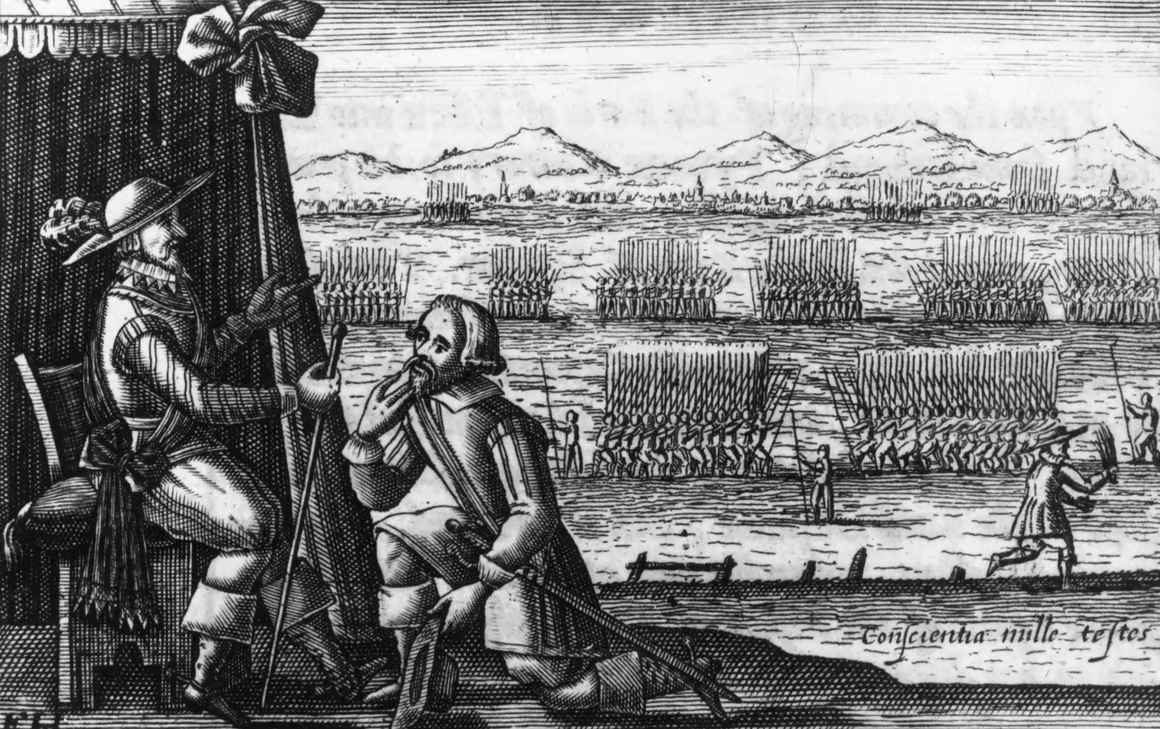
Ilustración de 1754, donde Hugo O'Neill se rinde ante el Barón de Mountjoy

Después del varapalo de Kinsale, O'Donnell huyó a España en busca de ayuda, pero falleció poco después (se sospecha que envenenado por agentes ingleses). Con su ejército muy mermado, O'Neill reemprendió el camino al Úlster, desde donde se sometió a la corona y solicitó el perdón real mientras seguía defendiendo su territorio. Las fuerzas inglesas asolaron el Úlster en las campañas de 1601-1602, lo que supuso un debilitamiento de su posición, al cundir la hambruna entre el pueblo. A principios de 1603, Isabel I ordenó a Mountjoy el inicio de negociaciones con el rebelde, que concluyeron con la firma del Tratado de Mellifont el 30 de marzo.
O'Neill partió con Mountjoy a Dublín, donde recibió la noticia de la coronación de Jacobo I, sucesor de Isabel I. En junio se presentó ante el rey, junto con Rory O'Donnell, que había sucedió a su hermano Red Hugh como jefe del clan O'Donnell, siendo muy bien acogido por el nuevo monarca, ante la indignación de los nobles de la corte.
Aunque los títulos y posesiones de O'Neill fueron confirmados, la corona inició una política de restricción del poder y derechos de O'Neill mediante el empleo de la ley común. Por otra parte, O'Neill entró en disputas con algunos de sus antiguos feudatarios, como Donald O'Cahan, que se prolongaron hasta 1607. En ese momento, O'Neill toma la decisión de someter el asunto al rey pero, informado de que su arresto era inminente, e incitado posiblemente por Rory O'Donnell, Hugh toma la decisión de unirse a Rory en lo que se ha dado en llamar la «Fuga de los Condes».
La fuga de los condes, uno de los episodios más celebrados de la historia irlandesa, tuvo lugar en la noche del 14 de septiembre de 1607, cuando O'Donnell y O'Neill, acompañados por sus familias y séquito, embarcaron en Rathmullan con dirección a España, donde esperaban conseguir el apoyo de Felipe III. Sin embargo, los fuertes vientos les apartaron de su ruta, y tuvieron que refugiarse en el estuario del Sena, pasando el invierno en los Países Bajos Españoles. En abril de 1608 llegaron a Roma, donde fueron calurosamente recibidos por el papa Paulo V. O'Donnell falleció ese mismo año en la ciudad eterna. Sus esperanzas de encontrar apoyo en España pronto se vieron defraudadas, ya que Felipe III quería mantener la paz lograda en 1604 con la Inglaterra de los Estuardos, debido a la mala situación económica y a la práctica destrucción de la flota hispana tras la derrota contra los holandeses en la batalla de Gibraltar. Esto sugiere que la huida de los condes había sido una decisión impulsiva y poco meditada.
En 1613, O'Neill fue declarado proscrito por el parlamento irlandés. Murió en Roma el 20 de julio de 1616. Durante sus nueve años de exilio trató en varias ocasiones de retornar a Irlanda, bien buscando el perdón de Londres, bien tratando de desestabilizar su poder. A su muerte, los poetas de corte de Irlanda se enzarzaron en la conocida como Disputa de los Bardos.
O'Neill se casó cuatro veces y tuvo una gran cantidad de hijos, legítimos e ilegítimos. El más conocido de ellos fue Sean O'Neill, que sirvió en la guerra de Flandes defendiendo los intereses de la España de Felipe III como comandante de regimiento y al que el rey español reconoció como 4.º conde de Tyrone en 1616.